# Midwest MU-1
El Midwest MU-1 fue un planeador utilitario estadounidense, monoplaza y de ala alta arriostrada mediante soportes, que fue diseñado por Art Schultz en los años 30 del siglo XX.

## Diseño y desarrollo
El MU-1 fue diseñado por Schultz antes de la Segunda Guerra Mundial y fue usado por las Fuerzas Aéreas del Ejército de los Estados Unidos para el entrenamiento de planeadores, designado como Midwest TG-18.
El MU-1 estaba construido con un fuselaje de tubos de acero y alas de estructura de madera, todo recubierto de tela de aviación encerada. El ala tenía una envergadura de 11 m, empleaba el perfil alar NACA 4412 y estaba arriostrada mediante dos soportes paralelos con puntales auxiliares. El tren de aterrizaje consistía en una rueda fija.
El avión recibió su certificado de tipo el 13 de octubre de 1944 y se completaron alrededor de seis unidades por Midwest Sailplane y posiblemente también por el Motorless Flight Institute de Chicago, Illinois.

## Variantes
MU-1
Modelo estándar con envergadura de 11 m y superficie alar de 16 m².
MU-1 de ala larga
Versión con mayor envergadura, ala con doble estrechamiento y misma superficie. Este modelo puede haber sido solo una propuesta, ya que no se ha confirmado la existencia de ningún ejemplar.
Schultz ABC
Desarrollado desde el MU-1, el ABC tenía una envergadura e índice de planeo mayores. Ganó la Competición de Diseño Eaton de 1937.
TG-18
Designación militar dada a tres planeadores MU-1 requisados usados para el entrenamiento de pilotos de planeadores.

## Operadores
Estados Unidos
- Fuerzas Aéreas del Ejército de los Estados Unidos

## Supervivientes
En 1983, la revista Soaring informó de todavía existían dos MU-1, pero en octubre de 2015 solo había uno registrado en la Administración Federal de Aviación.

## Especificaciones (MU-1)
Referencia datos: Soaring and Glider Type Certificate 16

### Características generales
- Tripulación: Uno (piloto)
- Envergadura: 11 m (36 ft)
- Superficie alar: 16 m² (172,2 ft²)
- Perfil alar: NACA 4412
- Peso vacío: 147 kg (324 lb)
- Peso cargado: 233 kg (513,5 lb)
- Régimen de descenso: 0,88 m/s (174 pies/min) a 48 km/h
- Alargamiento: 7,5:1
- Máx. índice de planeo: 15:1 a 58 km/h

### Rendimiento
- Velocidad máxima operativa (Vno): 129 km/h (80 MPH; 70 kt)
- Carga alar: 15 kg/m² (3,1 lb/ft²)

## Aeronaves relacionadas

### Secuencias de designación
- Secuencia TG-_ (Planeadores de Entrenamiento del USAAC/USAAF, 1941-1948): ← TG-15 - TG-16 - TG-17 - TG-18 - TG-19 - TG-20 - TG-21 →